# Democracia Herrenvolk
La democracia Herrenvolk es un sistema de gobierno en el que sólo un grupo étnico específico participa en el gobierno, mientras que otros grupos quedan privados de sus derechos. La etnocracia, en la que un grupo domina el Estado, es un concepto relacionado. El término alemán Herrenvolk, que significa "raza superior", se utilizó en el discurso del siglo XIX que justificaba el colonialismo con la supuesta superioridad racial de los europeos.

## Características
Esta forma elitista de gobierno suele ser empleada por el grupo mayoritario para mantener el control y el poder dentro del sistema. Generalmente coincide con la falsa pretensión de igualitarismo. Prevalece la opinión de que a medida que la gente de la mayoría gana libertad y se promueven principios igualitarios, la minoría es reprimida y se le impide participar en el gobierno. Este principio puede verse en el desarrollo tanto de Estados Unidos (especialmente los estados del sur) como de Sudáfrica en los siglos XIX y XX. En estos escenarios históricos, incluso cuando la legislación avanzó hacia el sufragio universal masculino y más tarde hacia el sufragio universal para los blancos, también afianzó aún más las restricciones a la participación política de los negros y mantuvo su privación de sus derechos. Rodesia del Sur y más tarde la República de Rodesia restringieron los derechos de voto según requisitos como ingresos y alfabetización, restringiendo así efectivamente el derecho al voto a la población blanca.
El término fue utilizado por primera vez en 1967 por Pierre van den Berghe en su libro Race and Racism. En su libro de 1991 The Wages of Whiteness, el historiador David R. Roediger reinterpreta esta forma de gobierno en el contexto de los Estados Unidos del siglo XIX, argumentando que el término "republicanismo Herrenvolk" describe con mayor precisión la política racial en este momento. La base del republicanismo Herrenvolk iba más allá de la exclusión social de los negros en favor de un gobierno republicano al servicio de la "raza superior"; sostenía que la "negritud" era sinónimo de dependencia y servilismo y, por lo tanto, era la antítesis de la independencia republicana y la libertad blanca. En consecuencia, el trabajador blanco dependiente en ese momento utilizó su blancura para diferenciarse y elevarse por encima del trabajador negro dependiente o de la persona esclavizada. Según esta ideología, los negros no eran simplemente "no ciudadanos"; eran "anticiudadanos" que se oponían inherentemente a los ideales de un gobierno republicano.